# Anton Walter
Gabriel Anton Walter (ur. 5 lutego 1752, zm. 11 kwietnia 1826), był budowniczym fortepianów. The Grove Dictionary of Music and Musicians opisuje go jako „najsłynniejszego wiedeńskiego twórcę fortepianów swoich czasów”.
Walter urodził się w Neuhausen auf den Fildern w Niemczech. W 1780 r. przeniósł się do Wiednia, a w 1790 r. otrzymał status Imperialnego Królewskiego Konstruktora Organów Kameralnych i Twórcy Instrumentów. Do 1800 roku zatrudniał około 20 robotników. W tym samym roku dołączył do firmy jego pasierb Joseph Schöffstoss, a fortepiany zaczęły nosić miano „Anton Walter und Sohn” („i syn”). Ostatni zachowany fortepian Waltera pochodzi z 1825 r., a sam twórca zmarł w następnym 1826 roku.
Walter ulepszył wiedeńską mechanikę fortepianową, dodając do akcji fanger, który zapobiegał podskakiwaniu młotka w górę i w dół. Ta innowacja została przyjęta przez innych wiedeńskich twórców w czasach Waltera. Wśród kompozytorów, którzy używali fortepianów Waltera, byli Beethoven, Mozart i Haydn.

## Instrument Mozarta
Wolfgang Amadeus Mozart kupił fortepian Waltera około 1782, i wykorzystywał go w jednym z najważniejszych etapów swojej kariery, w komponowaniu i podczas bardzo udanych premier jego późnych koncertów fortepianowych. Około 1800 roku (dziewięć lat po śmierci Mozarta) instrument ten został najwyraźniej znacznie zmodyfikowany przez firmę Walter. Przetrwał do dziś i jest przechowywany w Salzburgu; wcześniej był własnością syna Mozarta Carla w Mediolanie.
Fortepiany Waltera są często używane jako modele instrumentów konstruowanych przez współczesnych budowniczych fortepianów, takich jak między innymi Philip Belt, Rodney Regier, Paul McNulty i Christopher Clark.